# Thebe (Griekenland)
Thebe (in het Myceens: Tagwai; Oudgrieks: Θῆβαι, Thèbai; Latijn: Thebae; Grieks: Θήβα, Thíva), is een stad en fusiegemeente (dimos) in Griekenland, gelegen in de nomos Boeotië, in de Griekse bestuurlijke regio (periferia) Centraal-Griekenland. Het moderne Thebe is het economische centrum van een vruchtbaar agrarisch gebied met de teelt van graangewassen, katoen, tabak en koffie. Het is een belangrijk verkeersknooppunt aan de hoofdweg en de spoorlijn van Athene naar het noorden, naar Lamia en Thessaloniki en het heeft een gevarieerde industrie: metaalwaren, zijde, textiel, aardewerk.
Het plaatselijke Archeologische Museum herinnert aan het grootse verleden van de stad. De overblijfselen van de oude Kadmeia, dat was de akropolis, enkele burchttorens uit de Frankische tijd in het stadscentrum en de resten van een Myceens paleis in de omgeving verwijzen ook nog naar dat verleden. Het (pre)historische Thebe is het decor van heel wat Griekse mythen en sagen.
De stad had zeven stadspoorten.

## Geschiedenis
Volgens de legende werd de oudste nederzetting in de 14e eeuw v.Chr. door Kadmos gesticht. Dat was een Feniciër, die deed wat hij van het Orakel van Delphi had gehoord, zich in Thebe vestigde en er zijn dynastie grondvestte. De lotgevallen van zijn koningshuis leverden veel stof voor de Thebaanse sagenkring. Archeologische opgravingen hebben inderdaad onder meer oosterse cilinderzegels uit die tijd opgeleverd.
Thebe was een van de steden die aan het einde van de bronstijd door de brandcatastrofe werden vernietigd.
Thebe overvleugelde in de 7de en 6de eeuw v.Chr. geleidelijk aan de belangrijkste steden van Boeotië, behalve Plataeae. Het is nooit een eenheidsstaat geworden, maar Thebe kreeg wel de status van leidende mogendheid in de Boeotische Bond. Die positie verloor Thebe tussen 480 en 446 weer. Thebe had de kwalijke reputatie met de vijand te hebben samengewerkt tijdens de Perzische Oorlogen. Dit heulen met de Perzen, mèdismós, namen de Griekse geschiedschrijvers, Herodotus op kop, de Thebanen erg kwalijk: om die reden probeerde Sparta Thebe uit de Delphische amphictionie te stoten, maar dit werd door tussenkomst van Athene verhinderd.
Het streed in de Peloponnesische Oorlog vanwege de erfvijandschap samen met Sparta tegen Athene en het drong er na de capitulatie van Athene in 404 v.Chr. zelfs op aan Athene totaal te vernietigen. Toen de Spartanen dit echter weigerden en Thebe tevergeefs om een aandeel in de oorlogsbuit vroeg, veranderde Thebe van politieke koers. Thebe versloeg in 395 v.Chr. Sparta bij de Slag bij Haliartus, waarbij de Spartaanse aanvoerder Lysander de dood vond. De veldslag betekende het begin van de Korinthische Oorlog. Dat bezorgde Thebe in de 4e eeuw v.Chr. onder Epaminondas kortstondig de hegemonie over Griekenland.
Er waren poleis in Boeotië, die door een polemarch werden bestuurd. Die was vooral met de oorlogsvoering van de polis bezig. Het schijnt dat er in Thebe twee polemarchen zijn geweest, die mogelijk ieder jaar werden gekozen.
Thebe, onder leiding van Epaminondas, won op 6 juli 371 v.Chr. weer een veldslag tegen Sparta: de Slag bij Leuktra. Thebe won de slag dankzij de invoering van een nieuw tactisch middel, de scheve falanx, waarmee Epaminondas zijn naam vestigde als militair genie, maar ook het heldhaftig gedrag van het Thebaanse keurkorps, de Heilige Schare speelde een rol.
Thebe raakte betrokken bij de Derde Heilige Oorlog. De invloed van Philippus II van Macedonië werd tijdens de volgende decennia steeds groter. Thebe organiseerde samen met Athene het verzet tegen Macedonië en ook na de Slag bij Chaeronea (338 v.Chr.) en na de dood van Philippus II in 336 v.Chr. bleef het zich verbeten verzetten. Dit leidde tot de definitieve ondergang van Thebe: de stad werd in 335 v.Chr. door Alexander de Grote totaal verwoest. Alleen de tempels en het huis van de dichter Pindaros, met een altaar van de Libische godheid Ammon, bleven gespaard.
Hoewel de stad nadien door Kassander werd herbouwd, herkreeg zij nooit weer haar oude luister. Het nieuwe Thebe toonde zich tijdens de 2e eeuw v.Chr., ondanks hachelijke momenten, een trouwe bondgenoot van Rome. Dat eindigde ermee, dat het zich in 146 v.Chr. bij de Achaeïsche Bond aansloot en het door Metellus werd ingenomen. Thebe gaf zich in 87 v.Chr. zich nog aan Mithridates over, maar werd hiervoor door Sulla streng gestraft: het verloor meer dan de helft van zijn gebied. In de Romeinse keizertijd was het niet meer dan een onbetekenend dorp. Pausanias stelde in de 2e eeuw n.Chr. vast dat de Kadmeia, de oude akropolis, onbewoond was.
Thebe heeft in 1331 en 1332 nog een rol gespeeld in de gevechten tussen Wouter VI van Brienne en de Catalanen, die zich het hertogdom Athene hadden toegeëigend. Wouter probeerde zijn gezag als hertog van Athene met geweld te herstellen. Hij veroverde met zijn gewapende expeditie Lefkada en verwoestte delen van het platteland, maar de ommuurde steden Athene en Thebe kon hij niet veroveren. Toen zijn geld opraakte moest Wouter de expeditie beeïndigen.
De moderne stad ligt op een heuvel die de plek van de Kadmeia weergeeft en is véél kleiner dan de oorspronkelijke stad, die een omtrek van 8 km had. De plaats van maar enkele van de beroemde zeven stadspoorten uit de mythische tijd is bepaald.

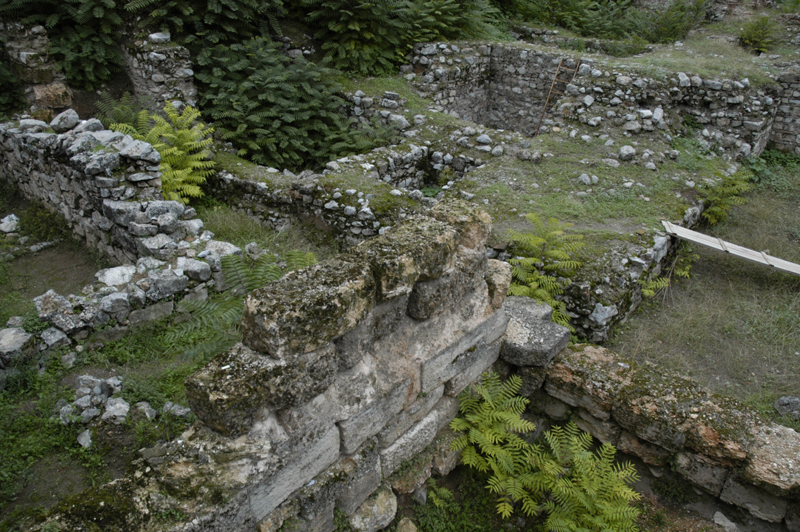
Ruïnes van Thebe
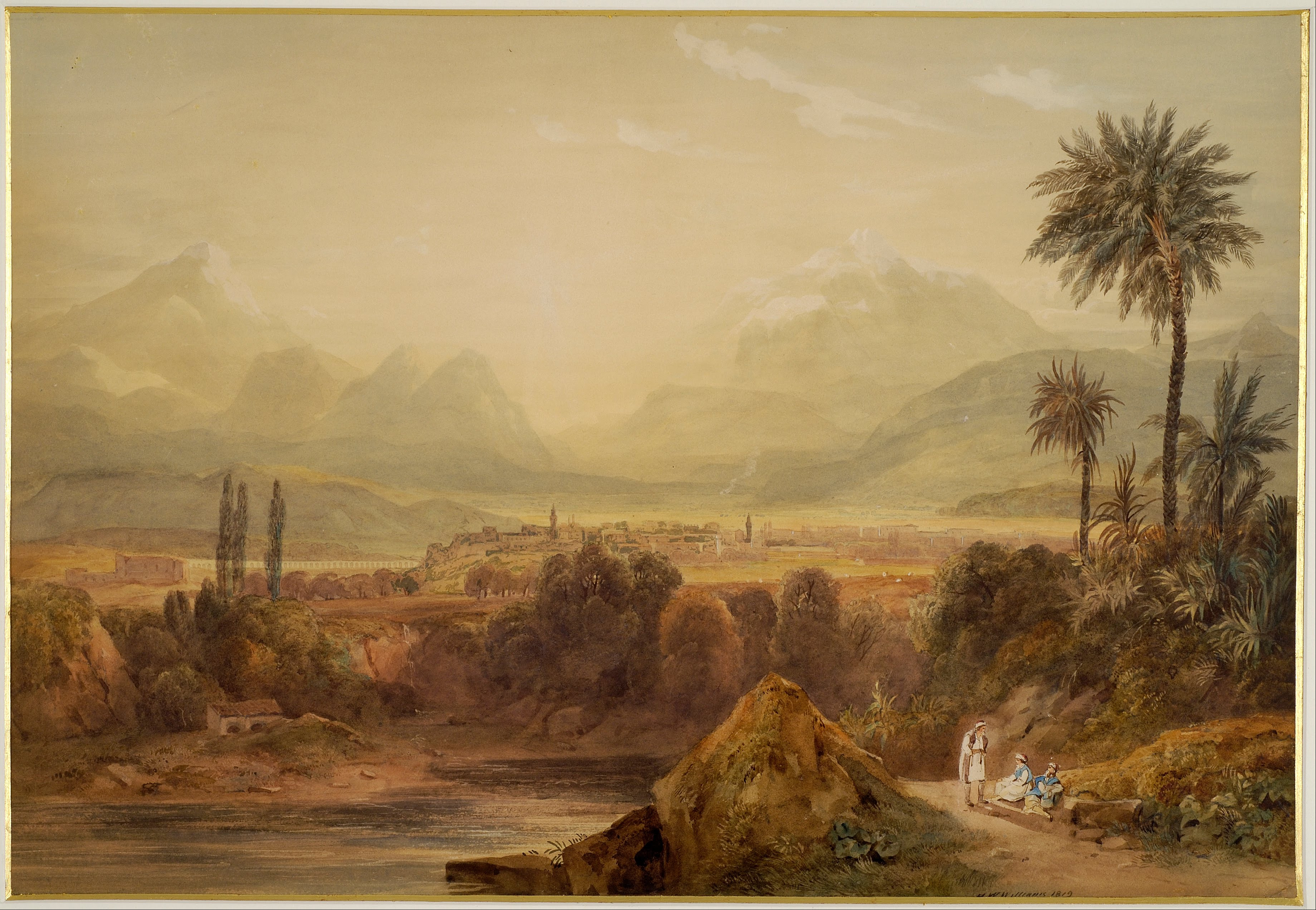
Zicht op Thebe, door Hugh William Williams, 1818

## Thebe in mythen
- Antigone
- Eteokles
- Iokaste
- Ismene
- Kadmos
- Kreon
- Labdaciden
- Laios
- Manto
- Megara
- Niobe
- Ogyges
- Oidipous
- Polyneikes
- Semele
- Sfinx
- Slag van de Epigonen
- Teiresias
- Zeven tegen Thebe

## Beroemde Thebanen
- Epaminondas
- Herakles
- Ismenias
- Kratès
- Oidipous
- Pelopidas
- Pindaros